# مؤسسة ماركيز
مؤسسة ماركيز هي مؤسسة طبية اسبانية خاصة في تخصص طب النساء والانجاب المعان. اسست هذه المؤسسة عام 1941 في برشلونة، وبها فريق مؤلف من أكثر من ألف أخصائي طبي وصحي. وتشتهر مؤسسة ماركيز دوليا بريادتها في دراسة الجنس الذكري والتحليل الجيني للخلايا المنوية.

## تاريخها
في عام 1941، اسس الدكتور فيسنس ماركيز، أحد مؤسسي الجمعية الاسبانية للخصوبة والعيادة المسماة «ساناتوريو» لصحة الامومة والطفولة وبها أكثر من 7000 عملية ناجحة و 2000 عملية تدخل جيني
في عام 1952، انضم ابنه الدكتور ليوناردو ماركيز، رئيس المؤسسة الوطنية للامومة والطفولة في مستشفي«ديل مار» حتي 1969. وأيضا رأس قسم الجفاف في مستشفي "كروز روخا" في برشلونة. ويرجع اليه الفضل في دراساته النفوذية لانابيب فالوب. وقد انضم لهذا الفريق المديرين الحاليين الدكتور ليوناردو ماركيز اموروس والدكتورة ماريزا لوبيز تيخون عام 1987.
في عام 1989، انشأت مؤسسة ماركيز أول معمل لل (اف.أي.في) والذي تم توسعته وتجديده في 2009 بأحدث المعدات للبيولوجيا التناسلية.
عام 2005، انشأت المؤسسة معمل خاص لأمراض الوراثة لاثارة التحليل الجيني للجنين، البويضات والحيوانات المنوية. في نفس العام تمت ولادة أول طفل بعد تبني جنين مجمد منذ 31 عام، بعد أن تم اعداد برنامج التبني للأجنة قبلها بتسعة أشهر.